# نرماده

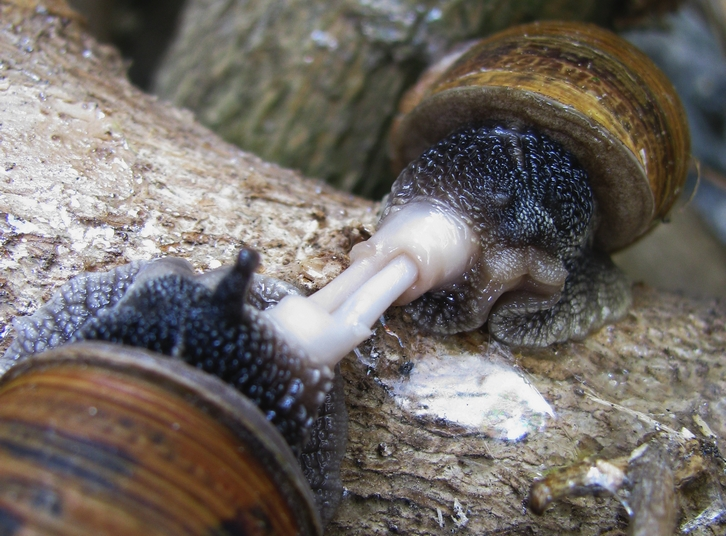
جفت‌گیری حلزون

نرماده، خنثی، نروموک یا هرمافرودیت (به انگلیسی: Hermaphrodite)، موجودی که به‌طور طبیعی هر دو اندام تناسلی نر و ماده را داراست و می‌تواند هم زامه و هم تخمک پدیدآورد؛ مانند شته‌ها، حلزون‌ها، کرم خاکی. هرمافرودیت از نام اساطیری هرمافرودیته گرفته شده است.

## در انسان
اگر مادری با جنین دختر در دوره حاملگی با هورمون‌های آندروژنیک درمان شود یا اگر در زمان حاملگی یک تومور آندروژیک در بدن وی به وجود بیاید، اندام‌های جنینی نوزاد به میزان زیادی دچار تغییرات مردانه شده و منجر به نوعی دو جنسی می‌شود.
- هرمافرودیسم (دوجنسی) کاذب مؤنث:

فرد از نظر ژنی و کروموزومی مؤنث است. اما ظاهر مردانه دارد. میزان مردانه شدن ممکن است خفیف بوده و تنها کلیتوریس مختصری بزرگ باشد، یا در موارد شدید به صورت آلت تناسلی مردانه همراه با پیشابراه آلتی و اسکروتوم به هم پیوسته دارای رافه تظاهر کند.
- هرمافرودیسم (دوجنسی) کاذب مذکر:

از نظر ژنی، فرد مذکر است. اما آلت تناسلی کوچک بوده و دارای درجات مختلفی از هیپوسپادیاس (دهانه پیشابراه در زیر آلت یا در میاندوراه) و خم شدن آلت به سمت پائین (chordee) یا چسبندگی در سطح شکمی فالوس است. ممکن است نهان بیضگی (cryptorchidism) یک‌طرفه یا اغلب دو طرفه نیز وجود داشته باشد. باید به دقت در کانال اینگواینال یا چین‌های لابیو اسکروتال به دنبال بیضه‌ها (گنادها) گشت.
- دوجنسی (هرمافرودیسم) واقعی:

به ندرت. گنادی که در کانال اینگواینال یا چین‌های لابیو اسکروتال لمس می‌شود یک تخمدان یا یک بیضه تخمدان (در فرد هرمافرودیت) است. افراد هرمافرودیت (دوجنسی واقعی) هم دارای بافت تخمدان و هم بافت بیضه می‌باشند و دستگاه تناسلی مبهم دارند. تولید تستوسترون توسط یک گناد در داخل رحم نشانه آن است که بافت بیضه وجود داشته و برخی از سلولها دارای DNA مربوط به کروموزوم Y می‌باشند.